# 3097 Tacitus
3097 Tacitus este un asteroid din centura principală, descoperit pe 24 septembrie 1960 de PLS.